# Metropolitan Tower (New York)
Il Times Square Tower è un grattacielo residenziale di New York, situato vicino a Central Park e a meno di 10 m dalla Carnegie Hall Tower. È stato costruito tra il 1984 e il 1987 sotto il progetto dello studio Skidmore, Owings & Merrill e raggiunge un'altezza di 218 m con 235 appartamenti su 68 piani.